# Chiesa di Santa Maria degli Angeli (Alassio)
La chiesa di Santa Maria degli Angeli è un luogo di culto cattolico situato nel comune di Alassio, in via San Giovanni Bosco, in provincia di Savona. L'edificio è anche sede del locale museo di scienze naturali "Don Bosco".

## Storia e descrizione
L'origine della chiesa è legata alla predicazione del santo Bernardino da Siena nella seconda metà del XV secolo. In seguito aperta al culto, fu affidata nel XVII secolo ai frati Francescani, i "Zoccolanti", e dal 1870 dopo l'acquisto di Giovanni Bosco divenne uno dei principali collegi cittadini per ragazzi.
Verso la fine del XIX secolo l'antica chiesa di impianto romanico fu trasformata nell'attuale aspetto gotico. Dello stesso periodo storico sono conservati all'interno quadri e affreschi del pittore di Lucca Luigi De Servi, mentre le altre pitture e vetrate sono risalenti ad un'epoca più recente.
Il dipinto raffigurante la Madonna degli Angeli sopra la porta centrale è del pittore Giovanni Andrea Ansaldo di Genova, databile al XVII secolo. Sul portale laterale sinistro della chiesa è presente un bassorilievo raffigurante Santa Caterina d'Alessandria, quest'ultimo prelevato dal locale oratorio di Santa Caterina. Di pregio artistico è l'ex refettorio del convento - la cappella dei convittori - per un affresco della scuola del pittore Ludovico Brea e di un dipinto (Immacolata fra due santi francescani) di Giovanni Andrea Ansaldo.
Oggi la chiesa è sede dell'Istituto Salesiano e dell'annesso osservatorio meteorologico, quest'ultimo fondato nel 1881.